# Adriana Fossa
Adriana Elena Fossa Blanco (Caracas, 8 giugno 1968) è una modella e imprenditrice venezuelana.

## Biografia
Figlia di un imprenditore di origini trevigiane, Stefano Fossa, e di Dianora Blanco, esponente di una delle famiglie più importanti del Venezuela, dopo aver frequentato le scuole superiori intraprende la carriera di modella e si trasferisce a Miami, dopo aver sfilato a Parigi, nel 1987 arriva a Milano. Nel 1988 prende parte al telefilm Aquile, prodotto dalla RAI. Nel telefilm interpreta il personaggio di Carmela, modella siciliana sempre in lotta con la bilancia. L'apice della sua carriera si ha nel 1990 quando sfila per Gianni Versace, Laura Biagiotti e Gianfranco Ferré e partecipa alla trasmissione televisiva Telemike con Mike Bongiorno.
Dopo la nascita dei figli abbandona la carriera di modella (l'ultima sfilata nel 2002 per Roberto Cavalli) per dedicarsi ad attività imprenditoriali e benefiche. Attualmente detiene alcune quote della società che gestisce il marchio di abbigliamento Sweet Years (fondato dal marito Paolo Maldini assieme al calciatore Christian Vieri). Per lo stesso marchio svolge inoltre attività di consulenza nel settore accessori. Impegnata sul fronte della beneficenza, è tra le promotrici e testimonial della manifestazione milanese Convivio per la raccolta di fondi in favore della ricerca sull'HIV.

### Procedimenti giudiziari
Nell'aprile del 2010 viene indagata, assieme al marito Paolo Maldini (assolto nel giugno 2016), con le accuse di corruzione e spionaggio. Attraverso intercettazioni telefoniche, le viene contestato l'accesso abusivo al sistema informatico dell'anagrafe tributaria nell'ambito di un'operazione economica. La sua posizione viene stralciata e archiviata nel marzo del 2011, facendo cadere tutte le accuse a suo carico.

## Vita privata
Nel 1987 conosce presso una nota discoteca milanese l'allora calciatore del Milan Paolo Maldini che sposerà il 14 dicembre 1994 a Cassano d'Adda. I due hanno due figli, Christian (14 giugno 1996) e Daniel (11 ottobre 2001), entrambi calciatori, anche se soltanto Daniel è ancora in attività.